# Xian de Xingan
 (juin 2024).
Si vous disposez d'ouvrages ou d'articles de référence ou si vous connaissez des sites web de qualité traitant du thème abordé ici, merci de compléter l'article en donnant les références utiles à sa vérifiabilité et en les liant à la section « Notes et références ».
Le xian de Xingan (新干县 ; pinyin : Xīngān Xiàn) est un district administratif relevant de la ville-préfecture de Ji'an, dans la province du Jiangxi. Le centre urbain se situe sur la rive droite du Gan Jiang, la principale rivière de la province.
Dans les années 1980, une riche tombe datant d'environ 1200 avant Jésus-Christ y a été découverte. Elle renfermait de nombreux objets, dont des centaines en bronze et de nombreux jades. Elle a été rattachée à la « culture de Wucheng ».

## Emplacement
Située sur le Gan Jiang, à moins de 100 kilomètres au Nord de Ji'an, en direction de Nanchang. La nationale 105 et la ligne de chemin de fer Pékin-Shenzhen, qui suivent approximativement le cours de la rivière, desservent la ville. L'autoroute Ji'an-Nanchang passe à une dizaine de kilomètres à l'ouest, sur l'autre rive et possède une sortie pour Xingan.

## Démographie
La population du district était de 293 991 habitants en 1999.